# Tréguennec
Tréguennec (tiếng Breton: Tregeneg) là một xã của tỉnh Finistère, thuộc vùng Bretagne, miền tây bắc Pháp.

## Dân số
Người dân ở Tréguennec được gọi là Tréguennecois.